# Данк Фішер
Данк Фішер (англ. Dunc Fisher, 30 серпня 1927, Реджайна — 22 вересня 2017, Реджайна) — канадський хокеїст, що грав на позиції крайнього нападника.

## Ігрова кар'єра
Вихованець місцевого хокейного клубу «Реджайна Петс», де і розпочав професійну хокейну кар'єру 1943 року.
Протягом професійної клубної ігрової кар'єри, що тривала 18 років, захищав кольори команд «Нью-Йорк Рейнджерс», «Бостон Брюїнс» та «Детройт Ред-Вінгс».

## Тренерська робота
З 1962 по 1964 головний тренер команди «Реджайна Петс» (ЗХЛ).

## Статистика НХЛ
| Сезон        | Клуб                 | Ліга         | Регулярний сезон | Регулярний сезон | Регулярний сезон | Регулярний сезон | Регулярний сезон | Плей-оф | Плей-оф | Плей-оф | Плей-оф | Плей-оф |
| Сезон        | Клуб                 | Ліга         | І                | Г                | П                | О                | ШХ               | І       | Г       | П       | О       | ШХ      |
| ------------ | -------------------- | ------------ | ---------------- | ---------------- | ---------------- | ---------------- | ---------------- | ------- | ------- | ------- | ------- | ------- |
| 1947—1948    | «Нью-Йорк Рейнджерс» | НХЛ          | -                | -                | -                | -                | -                | 1       | 0       | 1       | 1       | 0       |
| 1948—1949    | «Нью-Йорк Рейнджерс» | НХЛ          | 60               | 9                | 16               | 25               | 40               | -       | -       | -       | -       | -       |
| 1949—1950    | «Нью-Йорк Рейнджерс» | НХЛ          | 70               | 12               | 21               | 33               | 42               | 12      | 3       | 3       | 6       | 14      |
| 1950—1951    | «Нью-Йорк Рейнджерс» | НХЛ          | 8                | 0                | 0                | 0                | 0                | -       | -       | -       | -       | -       |
| 1950—1951    | «Бостон Брюїнс»      | НХЛ          | 57               | 9                | 20               | 29               | 20               | 6       | 1       | 0       | 1       | 0       |
| 1951—1952    | «Бостон Брюїнс»      | НХЛ          | 65               | 12               | 15               | 27               | 2                | 2       | 0       | 0       | 0       | 0       |
| 1952—1953    | «Бостон Брюїнс»      | НХЛ          | 7                | 0                | 1                | 1                | 0                | -       | -       | -       | -       | -       |
| 1958—1959    | «Детройт Ред-Вінгс»  | НХЛ          | 8                | 0                | 0                | 0                | 0                | -       | -       | -       | -       | -       |
| Усього в НХЛ | Усього в НХЛ         | Усього в НХЛ | 275              | 45               | 70               | 115              | 104              | 21      | 4       | 4       | 8       | 14      |